# Shea Theodore
Shea Theodore (ur. 3 sierpnia 1995 w Langley, Kolumbia Brytyjska, Kanada) – kanadyjski hokeista, gracz ligi NHL, reprezentant Kanady.

## Kariera klubowa
- Seattle Thunderbirds (2010 - 24.09.2013)
- Anaheim Ducks (24.09.2013 - 22.06.2017)
  -  Seattle Thunderbirds (2013 - 2015)
  -  Norfolk Admirals (2014)
  -  San Diego Gulls (2015 - 2017)
- Vegas Golden Knights (22.06.2017 -
  -  Chicago Wolves (2017)

## Kariera reprezentacyjna
- Reprezentant Kanady na MŚJ U-18 w 2013
- Reprezentant Kanady na MŚJ U-20 w 2015

## Sukcesy
Reprezentacyjne
- Złoty medal mistrzostw świata juniorów do lat 18: 2013
- Złoty medal mistrzostw świata juniorów do lat 20: 2015
- Srebrny medal mistrzostw świata: 2019

Klubowe
- Clarence S. Campbell Bowl: 2018 z Vegas Golden Knights